# Ричардс, Фрэнсис (учёный)
Фрэнсис Ричардс (1 октября 1901, Бертон-апон-Трент, Великобритания — 2 февраля 1965, Ротамстед, Великобритания) — английский физиолог растений, член Лондонского королевского общества (1954-65).

## Биография
Родился Фрэнсис Ричардс 1 октября 1901 года в Бертоне-апон-Трент. В 1924 году окончил Бирмингемский университет. В 1927 году переехал в Лондон, где на протяжении 31 года работал в институте физиологии растений при имперском колледже естественных наук и техники. В 1958 году переехал в Ротамстед, где провёл остаток своей жизни и в течение нескольких лет возглавлял совет сельскохозяйственных исследований по морфогенезу и питанию растений. Фрэнсис Ричардс параллельно с научной работой занимался редакторской деятельностью — являлся главным редактором журнала Плант энд сойл.
Скончался Фрэнсис Ричардс 2 февраля 1965 года в Ротамстеде.

## Научные работы
Основные научные работы посвящены физиологии, биохимии и морфогенезу растений.
- Дал математическое выражение филлотаксиса последовательности, в которой листья появляются на апексе побега.

## Список использованной литературы
- Биологи. Биографический справочник.— Киев.: Наук. думка, 1984.— 816 с.: ил